# Nikolaus von Vormann
Nikolaus von Vormann (ur. 24 grudnia 1895 w Nowym Mieście Lubawskim, zm. 26 października 1959 w Berchtesgaden) – niemiecki dowódca wojskowy z czasów II wojny światowej w stopniu generała wojsk pancernych.

## II wojna światowa
Szybką karierę wojskową rozpoczął na dobre na rok przed wybuchem II wojny światowej (służba w 10 Armii od 1 czerwca 1938 roku), Adolf Hitler zaczął forsować go na coraz wyższe stanowiska po sprawdzeniu się von Vormanna jako oficera łącznikowego w Sztabie Generalnym Führera w początkach wojny. Później von Vormann był szefem sztabu III i XXVIII Korpusu Armijnego. Później został dowódcą 23 Dywizji Pancernej, a w początkach 1944 roku awansował na dowódcę 47 Korpusu Pancernego. Odznaczył się jako dowódca wyprowadzając z okrążenia pod Korsuniem część jednostek niemieckich. 
W czasie tłumienia powstania warszawskiego dowodził (od 28 czerwca) 9 Armią (albo raczej jej szczątkami, na które składały się osłabione 17. i 73. dywizje piechoty, nowo sformowane 1131. i 1132 brygady grenadierów oraz jednostkami szczątkowymi, rozbitymi podczas odwrotu). 
W czasie pierwszych dni walk domagał się szybkiego zdobycia warszawskiej Starówki. Wprowadzono wówczas sporo nowych broni używanych dotychczas w niewielkim stopniu. Stolicę Polski niszczyły miniaturowe czołgi-pułapki oraz gigantyczne moździerze kalibru 380 i 600 milimetrów. Sprzeciwił się także wyczynom Brygady Szturmowej SS "RONA" gen. Kamińskiego: "Dowódca armii czuje się zobowiązany, aby do wyznaczonego przez SS-Reichsfuhrera do kierowania akcją warszawską SS-Obergruppenfuhrera von dem Bacha skierować prośbę o zdyscyplinowanie Kamińskiego, aby podczas działań wojennych grupy Kamiński, której metody walki są dość dobrze znane, w przyszłości nie dochodziło do ataków na obywateli III Rzeszy". 
Na skutek oddania Pragi von Vormanna odwołano 21 września z Warszawy i skierowano do obrony południowo-wschodnich regionów Rzeszy, gdzie dostał się do alianckiej niewoli. Von dem Bach wystawił mu − jako dowódcy armii − wyjątkowo negatywną opinię.

## Awanse
- gen. wojsk panc. (General der Panzertruppe) (27.06.1944)
- gen. por. (Generalleutnant) (1.07.1943)
- gen. mjr (Generalmajor) (1.1.1943)
- płk (Oberst) (1.10.1940)
- ppłk (Oberstleutnant) (1.09. 1938)
- mjr (Major)
- kpt. (Hauptmann)
- por. (Oberleutnant)
- podpor. (Leutnant) (29.01.1915 (Rozkaz 18.01.1915))
- Kadett

## Kariera wojskowa
- Komendant garnizonu Alpen: 4.05.1945 –
- Komendant garnizonu Płd-Wsch: 5.10. 1944 –
- Dowódca 9 Armii: 27.06. 1944 – 21.09. 1944 (operacja Bagration, Front Środkowy, Powstanie warszawskie)
- Dowódca 47 Korpusu Pancernego: 26.12.1943 – 12.03.1944 (walki w kotle czerkaskim)
- Dowódca 23 Dywizji Pancernej: 26.12. 1942 – 5.11.1943 (udział w walkach pod Stalingradem)
- Szef sztabu 28 Korpusu Armijnego: 1.06.1940 – 26.02.1942
- Szef sztabu 3 Korpusu Armijnego: 1.10.1939 – 7.05.1940
- Oficer łącznikowy w kwaterze głównej Hitlera: 1.09.1939 –
- Służba w 10 Armii: 1.06.1938 –

## Książki
Napisane przez niego książki dają obraz początków II wojny światowej oraz motywów jakimi kierował się Hitler wywołując wojnę:
- So begann der Zweite Weltkrieg – Zeitzeuge der Entscheidungen als Offizier bei Hitler 22. August 1939 – 1. Oktober 1939, Druffel-Verlag, Leoni am Starnberger See 1988, ISBN 3-8061-1063-8.
- Der Feldzug 1939 in Polen, Weissenburg, Prinz-Eugen-Verlag 1958.
- Tscherkassy, Heidelberg, Vowinckel-Verlag 1954. (= Die Wehrmacht im Kampf, Bd.3)